# Molodiójnoie (Sakhalín)
|  | Per a altres significats, vegeu «Molodiójnoie». |

Molodiójnoie (en rus: Молодёжное) és un poble de l'óblast de Sakhalín, a Rússia, el 2013 tenia 732 habitants.